# Gustav Goßler
Gustav Goßler ou Gossler est un rameur allemand né le 4 avril 1879 à Hambourg et mort le 4 avril 1940 dans un lieu inconnu. Il est membre du Germania Ruder Club de Hambourg.

## Biographie
Gustav Goßler, membre du Germania Ruder Club de Hambourg, dispute l'épreuve de quatre avec barreur aux côtés de ses frères Oskar et Carl ainsi que de Walter Katzenstein et Waldemar Tietgens aux Jeux olympiques d'été de 1900 à Paris. Les cinq allemands remportent la médaille d'or. Goßler dispute aussi l'épreuve de huit, où il terminera 4e.